# Федеральний університет Реконкаву да Баїя
Федеральний університет Реконкаву да Баїя (порт. Universidade Federal do Recôncavo da Bahia; скорочення UFRB) — бразильський університет, з його головним кампусом в Круз-Дзаз-Алмас, Баїя. Заснований в 2005 році.